# Coprofago
A Coprofago chilei death/thrash metal együttes. Nevük a görög "copro" (ürülék) és "fago" (enni) szavak összetétele.

## Története
1993-ban alakultak Santiagóban. Alapító tagjai akkor még mind középiskolások voltak. Kiadtak egy demót, majd 1997-ben megjelentették első nagylemezüket. 2000-ben megjelent második albumuk is. 2005-ben piacra dobták harmadik lemezüket, amelyen a jazz és a progresszív rock stílusok elemei is hallhatóak.

## Tagok
- Pablo Alvarez - ének, gitár, billentyűk
- Sebastián Vergara - billentyűk, gitár, ének
- Felipe Castro - basszusgitár (1993-1999, 2004-)
- Marcelo Ruiz - dob (1995-)

## Korábbi tagok
- Rodrigo Castro - basszusgitár (2000-2003)
- Pablo Solari - basszusgitár (1993-1996)
- Ignacio Suit - dob (1993-1996)

## Diszkográfia
- Demo 1994 [1]
- Empty Creature (kislemez, 1998)[1]
- Images of Despair (1999)
- Genesis (2000)
- Unorthodox Creative Criteria (2005)